# الديب الصغير
الديب الصغير قرية سوريّة تتبع إداريّاً لمحافظة حلب منطقة عفرين ناحية شران، بلغ تعداد سكانها 162 نسمة حسب التعداد السكاني لعام 2004.